# خانه شهناز نظافت
خانه شهناز نظافت مربوط به دوره قاجار است و در شیراز، خیابان احمدی شمالی، کوچه کدخدا، پلاک ۲۶ واقع شده و این اثر در تاریخ ۱۰ خرداد ۱۳۸۲ با شمارهٔ ثبت ۸۶۷۱ به‌عنوان یکی از آثار ملی ایران به ثبت رسیده است.